# Johnson City (Nueva York)
Johnson City es una villa ubicada en el condado de Broome en el estado estadounidense de Nueva York. En el año 2000 tenía una población de 15,535 habitantes y una densidad poblacional de 1,350.2 personas por km².

## Geografía
Johnson City se encuentra ubicada en las coordenadas 42°7′0″N 75°57′34″O / 42.11667, -75.95944.

## Demografía
Según la Oficina del Censo en 2000 los ingresos medios por hogar en la localidad eran de $27,438, y los ingresos medios por familia eran $39,241. Los hombres tenían unos ingresos medios de $31,980 frente a los $24,656 para las mujeres. La renta per cápita para la localidad era de $17,511. Alrededor del 16% de la población estaban por debajo del umbral de pobreza.